# Кайралапов, Мусиркеп
Мусиркеп Кайралапов (каз. Мұсіркеп Қайралапов; 1885 год, село Копа — 1976 год) — старший чабан колхоза «Ногайты» Байганинского района Актюбинской области, Казахская ССР. Герой Социалистического Труда (1948).
Родился в 1885 году в семье кочевника в окрестностях села Копа (сегодня — Байганинский район). В 1929 году во время коллективизации вступил в сельскохозяйственную артель, позднее преобразованную в колхоз «Копа» (позднее — колхоз «Ногайты») Байганинского района. Трудился в этом колхозе чабаном, старшим чабаном до выхода на пенсию в 1958 году.
В 1947 году бригада Мусиркепа Кайралапова вырастила в среднем по 130 ягнят от каждой сотни овцематок. Указом Президиума Верховного Совета СССР от 23 июля 1948 года «за получение высокой продуктивности животноводства в 1947 году при выполнении колхозом обязательных поставок сельскохозяйственных продуктов и плана развития животноводства» удостоен звания Героя Социалистического Труда с вручением ордена Ленина и золотой медали «Серп и Молот».
В 1948 году было выращено в среднем по 149 ягнят от каждой сотни овцематок, за что был награждён вторым Орденом Ленина.
В колхозе «Ногайты» Байганинского района также трудился Герой Социалистического Труда чабан Ураз Туркин.
Вышел на пенсию в 1958 году. Скончался в 1976 году.
Награды
- Герой Социалистического Труда
- Орден Ленина — дважды